# Qarynzharyq Oyysy
Qarynzharyq Oyysy (kazakiska: Қарынжарық Ойысы) är en sänka i Kazakstan. Den ligger i oblystet Mangghystau, i den sydvästra delen av landet, 1 600 km sydväst om huvudstaden Astana.